# Marie-Theres von Gunten
Marie-Theres von Gunten (* 8. November 1951 in Baldegg LU, Gemeinde Hochdorf LU) ist eine Schweizer Jodlerin, Komponistin und Dirigentin.

## Leben
Marie-Theres von Gunten absolvierte seinerzeit eine Ausbildung zur Bäuerin im Kloster Fahr in Würenlos und arbeitete als Serviceangestellte, Verkäuferin und Köchin. Später wurde die Musik für sie als Dirigentin zum Beruf. Sie übernahm 1978 die Leitung des Jodelchörli Geuensee (Chörli für «kleiner Chor»), für das sie auch Jodellieder komponiert. Bei Alex Eugster nahm sie Gesangsunterricht und gründete in Roggwil ein Kinder-Jodelchörli. Sie machte sich auch durch ihre Jodelduette mit Maria Elmiger, Hans Schöpfer und Ruedi Renggli sowie mit dem Jodelterzett resp. Gesangstrio mit Franziska Meyer und Priska Wismer einen Namen. Für ihre musikalischen Verdienste wurde sie 2006 mit dem Goldenen Violinschlüssel ausgezeichnet. An den Jodlerfesten gehört sie jeweils zu den meistgesungenen Komponisten.
Am 22. Oktober 2017 wurde der Christkatholische Gottesdienst mit Guntens Jodelmesse «Bhüet Euch!» aus der Augustinerkirche in Zürich live vom SRF übertragen.
Sie wohnt in Beatenberg.